# Podhradní Lhota
Obec Podhradní Lhota se nachází v okrese Kroměříž ve Zlínském kraji. Leží stranou komunikace mezi Bystřicí pod Hostýnem a Valašským Meziříčím na úpatí Kelčského Javorníka, který je nejvyšším vrcholem Hostýnských vrchů. Žije zde 456 obyvatel. Rozprostírá se v místech, jimž před dlouhou řadou staletí vévodily dva starobylé hrady – Šaumburk (608 m n. m.) a Nový Šaumburk (530 m n. m.), nesprávně též nazývaný Zubříč.

## Historie
První písemná zmínka o obci se objevuje roku 1271 v listinách olomouckého biskupa Bruna ze Šaumburku. Jak jméno Lhoty napovídá, souvisí její vznik s hradem Šaumburkem, z nějž se zachovaly jen nepatrné pozůstatky v podobě příkopů a zbytků hradeb. Dějiny regionu však sahají až do mladší doby kamenné, což dosvědčuje nález kamenného mlatu pod Šaumburkem. O hustém osídlení kraje svědčí nálezy z Kelčského Javorníka a blízkého okolí. Dochovala se také pravěká pazourková škrabadla, kamenná sekyrka z hadce a poškozený obuch. Cenný je nález bronzové sekyrky z konce doby bronzové blízko domu č. p. 68. Až s příchodem Slovanů v době železné byla zaznamenána u říčky Juhyně prvotní osada.
V období třicetileté války byla Podhradní Lhota v roce 1620 vypálena a vydrancována polskými vojsky, což dokládají záznamy o zpustlém mlýně v roce 1636. Krajem procházela vojska také v dalším století, například v roce 1708, kdy uherští Kuruci a později v roce 1742 Prusko pustošilo region směrem na Valašské Meziříčí.
Postupem času pokračovalo osídlování podél říčky Juhyně hluboko do lesů a přilehlých pasek. V roce 1721 vznikají Rajnochovice, zvané Zálhotí. Kostel Narození Panny Marie a sv. Anny dal postavit v letech 1716–1738 olomoucký kardinál Wolfgang Hannibal von Schrattenbach v místech pramene sv. Anny na úpatí Klínce, v okolí starého dřevěného kostelíka na nynějším hřbitově. Fara byla zbudována v jeho bezprostřední blízkosti a nesla název Farnost Podhradní Lhota až do roku 1974, kdy byla přejmenována na Farnost Rajnochovice.
V roce 1900 zde byla vybudována základní škola, zprvu jako jednotřídka, poté zde v roce 1973, díky nedostatku kapacity v ostatních ZŠ, začali chodit všichni žáci 1. a 2. tříd nejen z Podhradní Lhoty, ale i z Rajnochovic a z Komárna. V roce 1981 zde byla ZŠ formálně zrušena, ale žáci těchto tříd tu chodili ještě rok, vzhledem k tomu, že inventář této budovy ještě nebyl přepsán na školu v Rajnochovicích. Na stejnou dobu tu byla zřízena i družina pro 1. až 4. třídu. Dnes se budova využívá jako mateřská škola.
Rozvoj obce utěšeně probíhal po roce 1918 za první republiky a byl zabrzděn teprve po vyhlášení Protektorátu Čechy a Morava 5. března 1939, kdy obec dostala oficiální německý název Burgsdorf a byla začleněna do okresu Hranice. Druhá světová válka způsobila obyvatelstvu hodně duchovního i hmotného strádání. Jména 7 obětí perzekuce a pronásledování jsou zaznamenána na památníku obětem obou světových válek. V závěru nacistické okupace působila v regionu partyzánská brigáda Jana Žižky (kapitán Jerry, vl. jménem Vladimír Krajčík). Obec byla osvobozena 7. května 1945 Rudou armádou.
Nastala nová éra v životě obce, ale po Únoru 1948 následoval nečekaný zlom; likvidace soukromých živností a kolektivizace zemědělství, dovršená založením JZD v roce 1958. Výrazem nespokojenosti velké části obyvatelstva s vývojem po roce 1948 se stal v tomto regionu třetí odboj, představovaný skupinou Hory Hostýnské. V tomto nelehkém období se snažil MNV o postupné zlepšovaní životních podmínek občanů, např. probíhaly akce ke zvelebení obce (budování kanalizace, bezprašné komunikace, dlážděné chodníky aj.). Došlo též k napojení vodovodního řadu na pramen zvaný Ščúrka v Kelčském Javorníku. Obecní spádový vodovod byl vybudován již v roce 1936. Velké úsilí si vyžádaly i nové stavby, a to prodejna Jednoty (1968), budova MNV (1970), areál Víceúčelového tělovýchovného zařízení (1982), adaptace bývalého hostince U Marků na kulturní jizbu a později na jídelnu pro důchodce (1983), Požární dům (1984). MNV se mimo jiné zasloužilo o úpravu veřejné zeleně, která byla vždy chloubou obce a poutala pozornost turistů a návštěvníků regionu.
K zásadním změnám v životě obyvatel přispěl Listopad 1989. Do čela obce bývá voleno v pravidelných intervalech zastupitelstvo obce vedené starostou. 12. dubna 1995 byla předána obci v reprezentačních prostorách Parlamentu ČR v Praze symbolika obce. Autorem znaku a vlajky obce je Miroslav Pavlů. Ten se ztotožnil s obsahovou stránkou staré obecní pečetě (1699) a převzal podobu hradu i do nového znaku obce. Kombinace červené a stříbrné barvy připomíná barvy olomouckého biskupství i kelčského panství. Vlajka obce je výsledkem heraldikova úsilí o zjednodušení znaku. Dominuje na něm pouze kopřivový list - rodový erb hrabat ze Šaumburku, který tak připomíná olomouckého biskupa Bruna jako zakladatele hradu nad Podhradní Lhotou a současně významného držitele kelčského panství.

## Tradice a kultura
Obyvatelé obce dodržují tradici masopustního vodění medvěda a Anenské pouti. Každoročně se zde zastavuje též svatý Mikuláš se svou družinou. V kulturním domě se pravidelně konají plesy, např. Myslivecký či Tříkrálový.
V budově dnešní MŠ se nachází expozice sochařského a restaurátorského díla místního rodáka Oldřicha Drahotušského (1929–1994). Galerie byla otevřena v červenci 2003, soubor tvoří sochy, reliéfy a ukázka restaurátorské dokumentace.
Dále v obci působí Sbor dobrovolných hasičů, Myslivecké sdružení a TJ Sokol s oddílem šachu. Ten pravidelně pořádá bleskový turnaj s názvem Memorial Čeňka Kainera a Jana Velhudy. V roce 2009 proběhl již 28. ročník.

## Obyvatelstvo

### Struktura
Vývoj počtu obyvatel za celou obec i za jeho jednotlivé části uvádí tabulka sčítání lidu níže, ve které se zobrazuje i příslušnost jednotlivých částí k obci či následné odtržení.
| Místní části   | Místní části         | 1869 | 1880 | 1890 | 1900 | 1910 | 1921 | 1930 | 1950 | 1961 | 1970 | 1980 | 1991 | 2001 | 2011 |
| -------------- | -------------------- | ---- | ---- | ---- | ---- | ---- | ---- | ---- | ---- | ---- | ---- | ---- | ---- | ---- | ---- |
| Počet obyvatel | část Podhradní Lhota | 504  | 508  | 467  | 468  | 491  | 511  | 547  | 530  | 582  | 552  | 538  | 515  | 533  | 512  |
| Počet domů     | část Podhradní Lhota | 71   | 77   | 78   | 79   | 81   | 85   | 104  | 122  | 123  | 129  | 125  | 138  | 161  | 162  |

## Pamětihodnosti

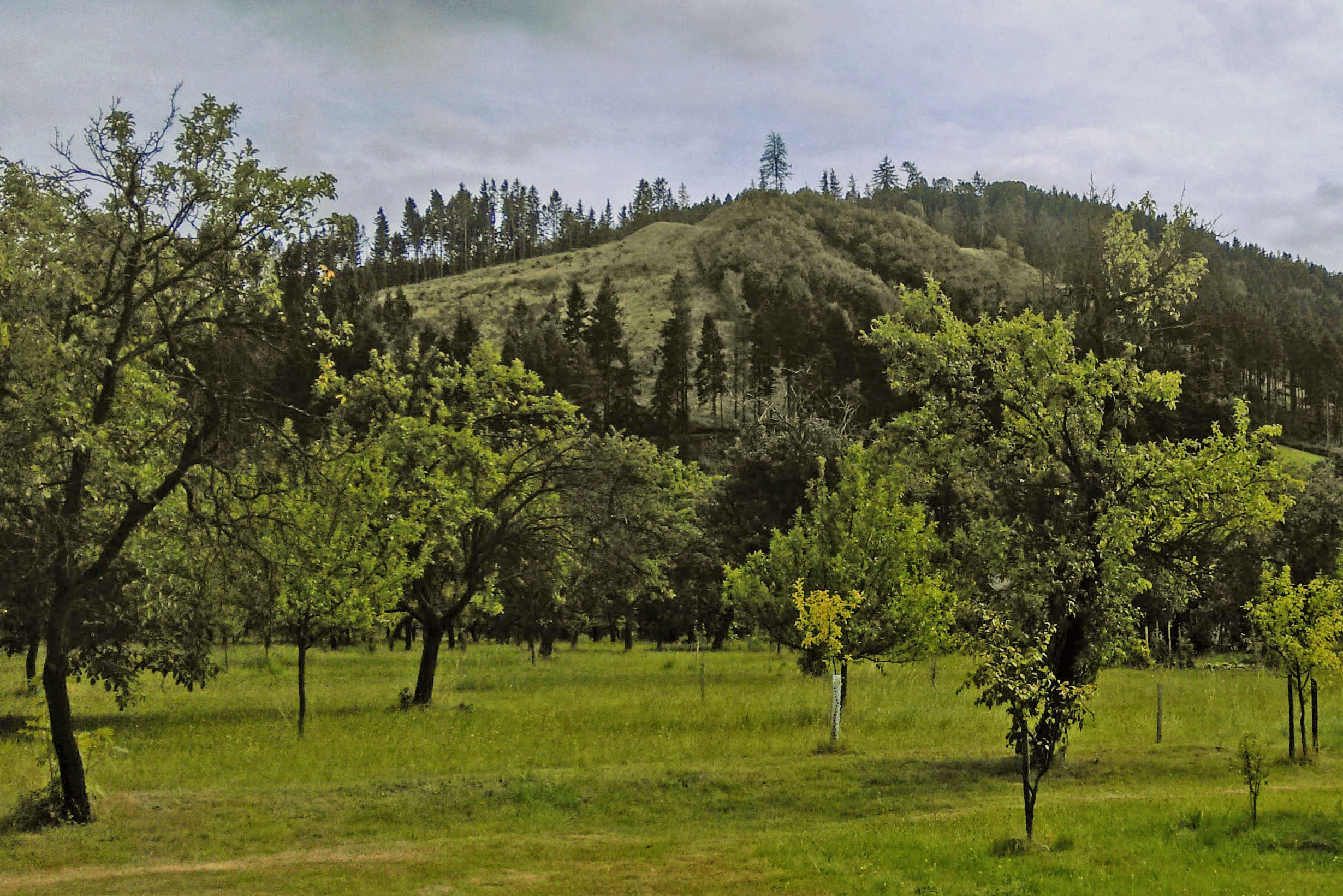
Nový Šaumburk

- Nový Šaumburk (nesprávně zvaný Zubříč), zřícenina hradu přímo nad vesnicí
- Boží muka u silnice do Rajnochovic
- Soška sv. Anny s letopočtem 1818 v lokalitě „Šraňky“[11]
- Kaplička Sedmibolestné Panny Marie – u domů č.p. 84 a 85 (19. století)[11]
- Přestavovaná budova fojtství (v současnosti hostinec U Novosadů) – náves obce[4]

## Příroda a turistika
Podhradní Lhota se nachází na pomezí Podbeskydské pahorkatiny a Hostýnsko-vsetínské hornatiny. V katastru obce se nachází 20 chat. Území Podhradní Lhoty bylo v 80. letech minulého století zahrnuto do zóny klidu.
Asi 1,5 kilometru po  zelené turistické trase KČT od centra se v území obce na trati Kojetín – Valašské Meziříčí nachází železniční zastávka Podhradní Lhota, do prosince 2021 pojmenovaná Rajnochovice.

## Významní rodáci
- František Gogela (1854–1922), kněz a botanik[11]
- Oldřich Drahotušský (1929–1994), akademický sochař a restaurátor[4]
- Alois Bučánek (1897–1945), akademický sochař[11]
- Oldřich Einšpigel (1930–1978), knihovník Národní knihovny v pražském Klementinu a překladatel[11]

## Galerie

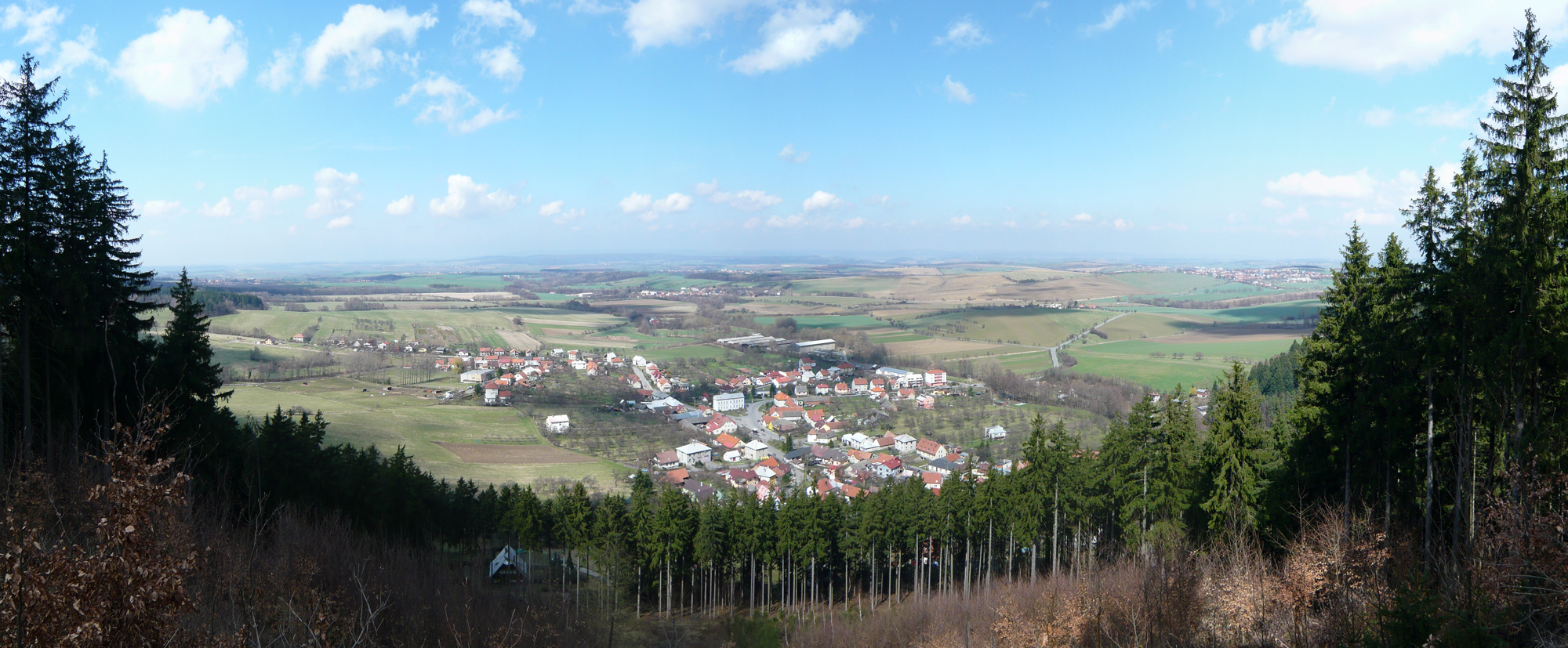
panoramatický snímek obce a blízkého okolí
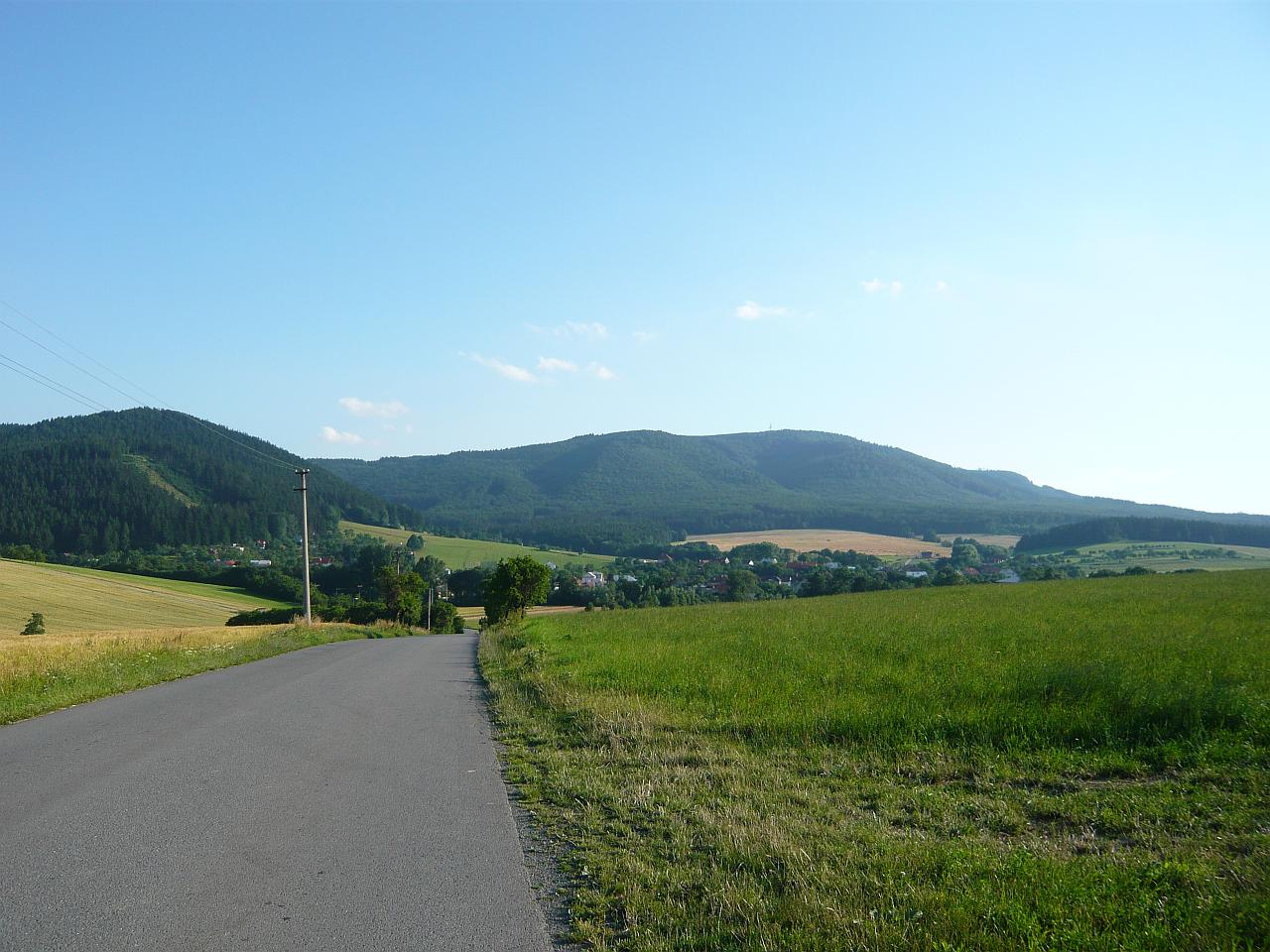
cesta od zastávky Podhradní Lhota
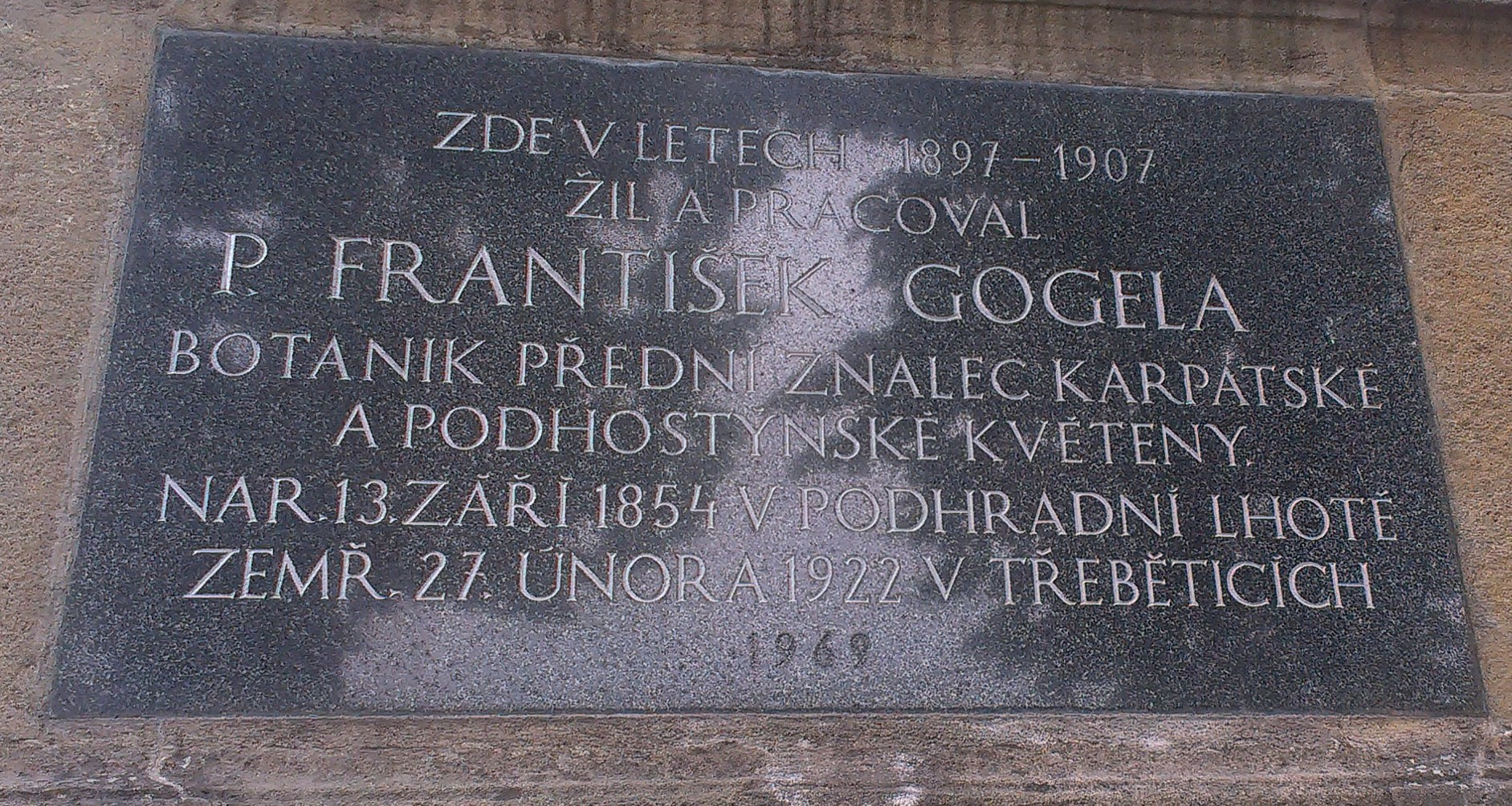
Pamětní deska Františku Gogelovi na budově fary v Rajnochovicích
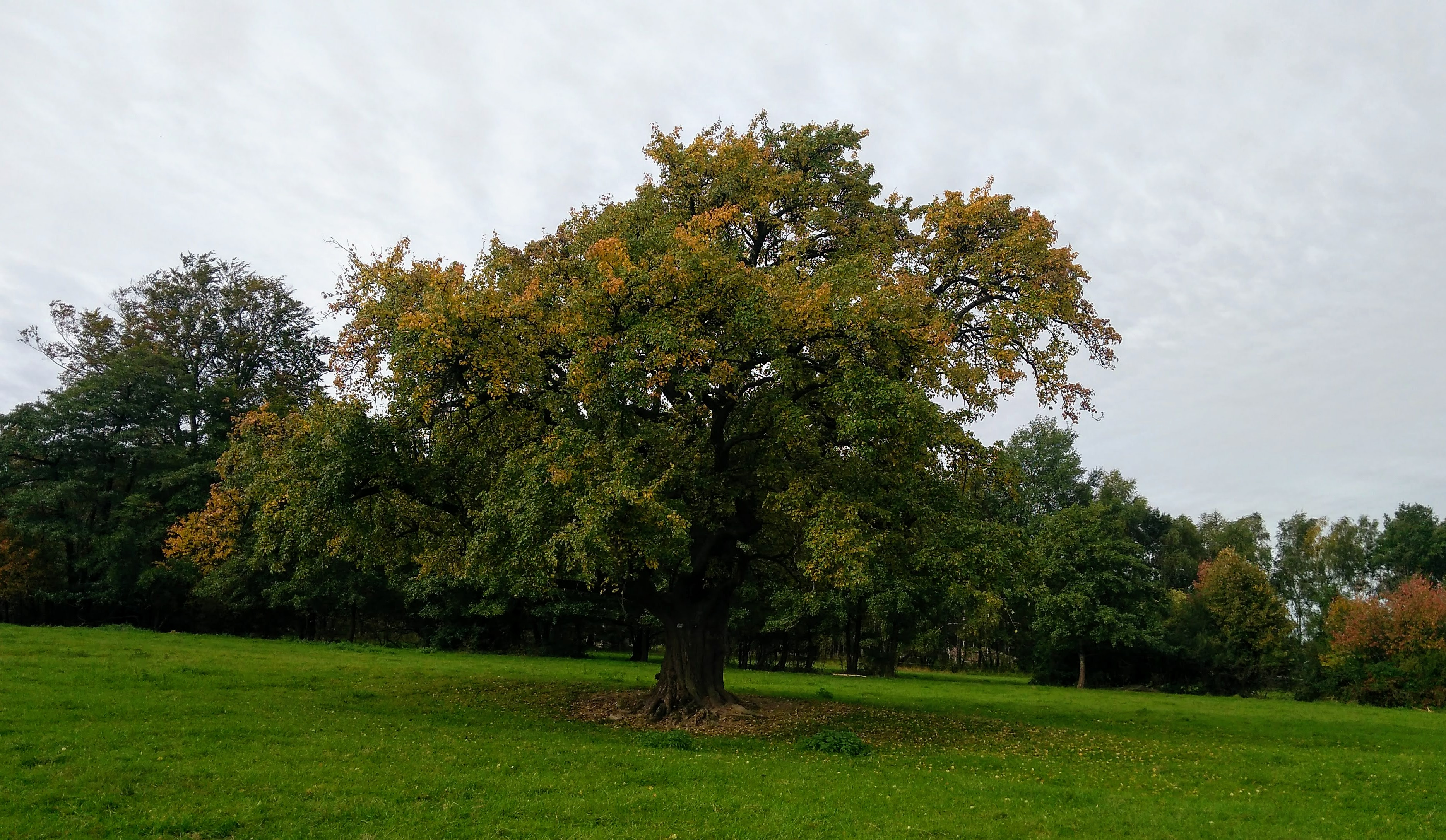
Hrušeň planá zapsaná v Seznamu památných stromů v okrese Kroměříž
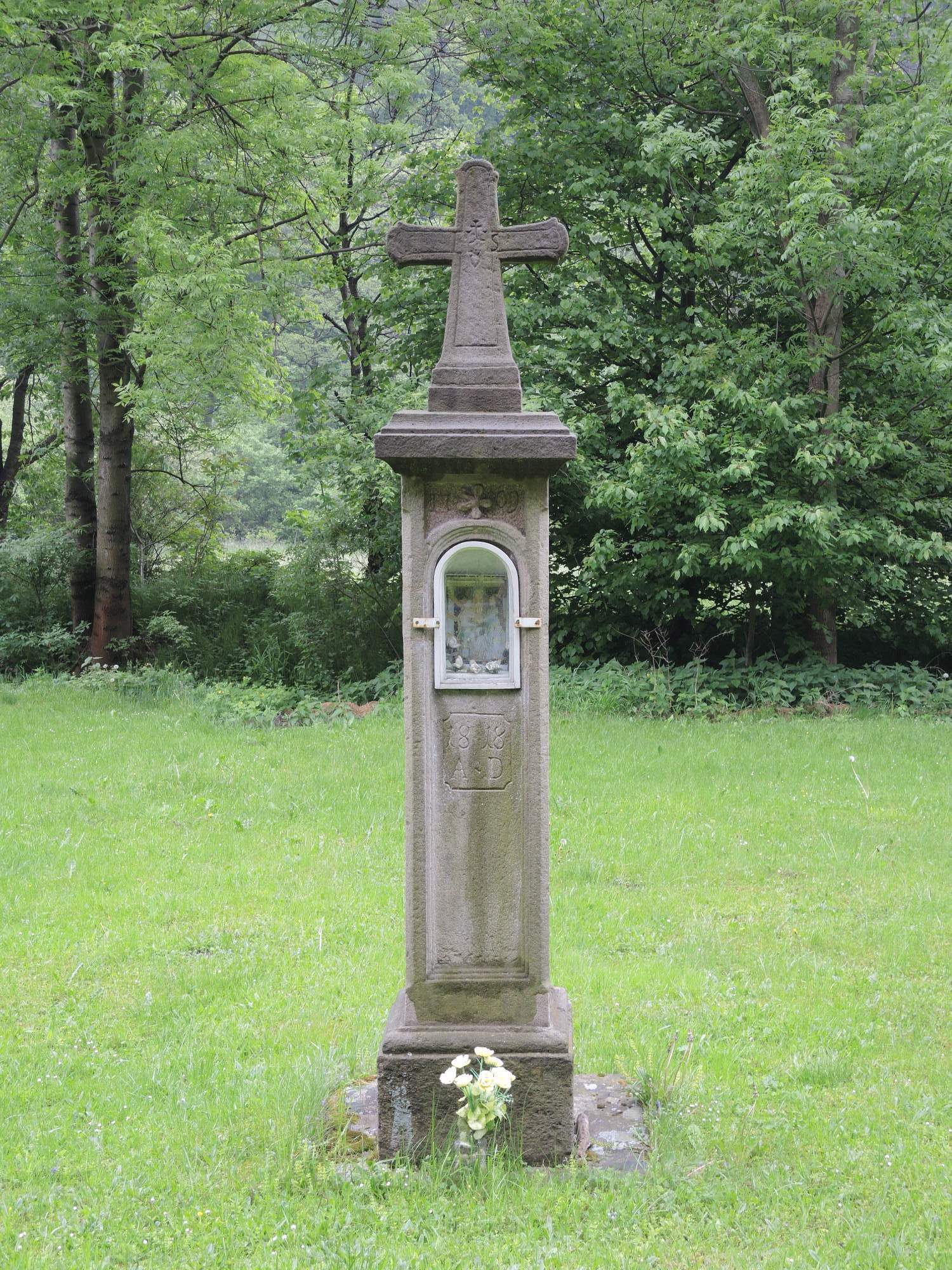
Boží muka u silnice do Rajnochovic